# Список астероїдів (13801—13900)
| Назва                               | Тимчасове позначення | Дата відкриття    | Місце відкриття            | Відкривач                                              |
| ----------------------------------- | -------------------- | ----------------- | -------------------------- | ------------------------------------------------------ |
| 13801 Кольхас (Kohlhase)            | 1998 VP44            | 11 листопада 1998 | Станція Андерсон-Меса      | LONEOS                                                 |
| (13802) 1998 WR3                    | 1998 WR3             | 18 листопада 1998 | Обсерваторія Кушіро        | Сейджі Уеда, Хіроші Канеда                             |
| (13803) 1998 WU10                   | 1998 WU10            | 21 листопада 1998 | Сокорро (Нью-Мексико)      | LINEAR                                                 |
| 13804 Гразани (Hrazany)             | 1998 XK              | 9 грудня 1998     | Обсерваторія Клеть         | Мілош Тіхі, Зденек Моравец                             |
| (13805) 1998 XN3                    | 1998 XN3             | 9 грудня 1998     | Обсерваторія Оїдзумі       | Такао Кобаяші                                          |
| 13806 Дармстронґ (Darmstrong)       | 1998 XM6             | 8 грудня 1998     | Обсерваторія Кітт-Пік      | Spacewatch                                             |
| (13807) 1998 XE13                   | 1998 XE13            | 15 грудня 1998    | Коссоль                    | ODAS                                                   |
| 13808 Дейввільямс (Davewilliams)    | 1998 XG24            | 11 грудня 1998    | Обсерваторія Кітт-Пік      | Spacewatch                                             |
| (13809) 1998 XJ40                   | 1998 XJ40            | 14 грудня 1998    | Сокорро (Нью-Мексико)      | LINEAR                                                 |
| (13810) 1998 XU51                   | 1998 XU51            | 14 грудня 1998    | Сокорро (Нью-Мексико)      | LINEAR                                                 |
| (13811) 1998 XP92                   | 1998 XP92            | 15 грудня 1998    | Сокорро (Нью-Мексико)      | LINEAR                                                 |
| (13812) 1998 YR                     | 1998 YR              | 16 грудня 1998    | Обсерваторія Оїдзумі       | Такао Кобаяші                                          |
| (13813) 1998 YX                     | 1998 YX              | 16 грудня 1998    | Обсерваторія Оїдзумі       | Такао Кобаяші                                          |
| (13814) 1998 YG3                    | 1998 YG3             | 17 грудня 1998    | Обсерваторія Оїдзумі       | Такао Кобаяші                                          |
| 13815 Фуруя (Furuya)                | 1998 YF7             | 22 грудня 1998    | Хадано                     | Ацуо Асамі                                             |
| 13816 Штюльпнер (Stulpner)          | 1998 YH27            | 29 грудня 1998    | Дребах                     | Й. Кандлер                                             |
| 13817 Genobechetti                  | 1999 RH39            | 8 вересня 1999    | Каталінський огляд         | Каталінський огляд                                     |
| 13818 Уллері (Ullery)               | 1999 RE92            | 7 вересня 1999    | Сокорро (Нью-Мексико)      | LINEAR                                                 |
| (13819) 1999 SX5                    | 1999 SX5             | 30 вересня 1999   | Сокорро (Нью-Мексико)      | LINEAR                                                 |
| 13820 Шварц (Schwartz)              | 1999 VQ              | 1 листопада 1999  | Обсерваторія Фаунтін-Гіллс | Чарльз Джулз                                           |
| (13821) 1999 VE8                    | 1999 VE8             | 8 листопада 1999  | Вішнянська обсерваторія    | Корадо Корлевіч                                        |
| 13822 Стівдодсон (Stevedodson)      | 1999 VV17            | 2 листопада 1999  | Обсерваторія Кітт-Пік      | Spacewatch                                             |
| (13823) 1999 VO72                   | 1999 VO72            | 15 листопада 1999 | Станція Сінлун             | SCAP                                                   |
| 13824 Крамлік (Kramlik)             | 1999 VG86            | 5 листопада 1999  | Сокорро (Нью-Мексико)      | LINEAR                                                 |
| 13825 Бут (Booth)                   | 1999 VJ87            | 4 листопада 1999  | Сокорро (Нью-Мексико)      | LINEAR                                                 |
| (13826) 1999 WM                     | 1999 WM              | 16 листопада 1999 | Обсерваторія Оїдзумі       | Такао Кобаяші                                          |
| (13827) 1999 WK4                    | 1999 WK4             | 28 листопада 1999 | Обсерваторія Оїдзумі       | Такао Кобаяші                                          |
| (13828) 1999 WL6                    | 1999 WL6             | 28 листопада 1999 | Вішнянська обсерваторія    | Корадо Корлевіч                                        |
| (13829) 1999 WK18                   | 1999 WK18            | 29 листопада 1999 | Вішнянська обсерваторія    | Корадо Корлевіч                                        |
| 13830 ARLT                          | 1999 XM7             | 4 грудня 1999     | Обсерваторія Фаунтін-Гіллс | Чарльз Джулз                                           |
| (13831) 1999 XD8                    | 1999 XD8             | 3 грудня 1999     | Обсерваторія Оїдзумі       | Такао Кобаяші                                          |
| (13832) 1999 XR13                   | 1999 XR13            | 5 грудня 1999     | Сокорро (Нью-Мексико)      | LINEAR                                                 |
| (13833) 1999 XW13                   | 1999 XW13            | 5 грудня 1999     | Сокорро (Нью-Мексико)      | LINEAR                                                 |
| (13834) 1999 XU18                   | 1999 XU18            | 3 грудня 1999     | Сокорро (Нью-Мексико)      | LINEAR                                                 |
| (13835) 1999 XJ20                   | 1999 XJ20            | 5 грудня 1999     | Сокорро (Нью-Мексико)      | LINEAR                                                 |
| (13836) 1999 XF24                   | 1999 XF24            | 6 грудня 1999     | Сокорро (Нью-Мексико)      | LINEAR                                                 |
| (13837) 1999 XF25                   | 1999 XF25            | 6 грудня 1999     | Сокорро (Нью-Мексико)      | LINEAR                                                 |
| (13838) 1999 XW26                   | 1999 XW26            | 6 грудня 1999     | Сокорро (Нью-Мексико)      | LINEAR                                                 |
| (13839) 1999 XF29                   | 1999 XF29            | 6 грудня 1999     | Сокорро (Нью-Мексико)      | LINEAR                                                 |
| 13840 Вейнандерсон (Wayneanderson)  | 1999 XW31            | 6 грудня 1999     | Сокорро (Нью-Мексико)      | LINEAR                                                 |
| 13841 Бланкеншіп (Blankenship)      | 1999 XO32            | 6 грудня 1999     | Сокорро (Нью-Мексико)      | LINEAR                                                 |
| (13842) 1999 XR33                   | 1999 XR33            | 6 грудня 1999     | Сокорро (Нью-Мексико)      | LINEAR                                                 |
| 13843 Ковенбравн (Cowenbrown)       | 1999 XQ34            | 6 грудня 1999     | Сокорро (Нью-Мексико)      | LINEAR                                                 |
| (13844) 1999 XW34                   | 1999 XW34            | 6 грудня 1999     | Сокорро (Нью-Мексико)      | LINEAR                                                 |
| 13845 Джилбарнет (Jillburnett)      | 1999 XL63            | 7 грудня 1999     | Сокорро (Нью-Мексико)      | LINEAR                                                 |
| (13846) 1999 XV69                   | 1999 XV69            | 7 грудня 1999     | Сокорро (Нью-Мексико)      | LINEAR                                                 |
| (13847) 1999 XC74                   | 1999 XC74            | 7 грудня 1999     | Сокорро (Нью-Мексико)      | LINEAR                                                 |
| 13848 Чоффі (Cioffi)                | 1999 XD75            | 7 грудня 1999     | Сокорро (Нью-Мексико)      | LINEAR                                                 |
| 13849 Данн (Dunn)                   | 1999 XN86            | 7 грудня 1999     | Сокорро (Нью-Мексико)      | LINEAR                                                 |
| 13850 Ерман (Erman)                 | 1999 XO88            | 7 грудня 1999     | Сокорро (Нью-Мексико)      | LINEAR                                                 |
| (13851) 1999 XB94                   | 1999 XB94            | 7 грудня 1999     | Сокорро (Нью-Мексико)      | LINEAR                                                 |
| 13852 Форд (Ford)                   | 1999 XM96            | 7 грудня 1999     | Сокорро (Нью-Мексико)      | LINEAR                                                 |
| 13853 Дженіферфрітц (Jenniferfritz) | 1999 XR96            | 7 грудня 1999     | Сокорро (Нью-Мексико)      | LINEAR                                                 |
| (13854) 1999 XX104                  | 1999 XX104           | 10 грудня 1999    | Обсерваторія Оїдзумі       | Такао Кобаяші                                          |
| (13855) 1999 XX105                  | 1999 XX105           | 11 грудня 1999    | Обсерваторія Оїдзумі       | Такао Кобаяші                                          |
| (13856) 1999 XZ105                  | 1999 XZ105           | 11 грудня 1999    | Обсерваторія Оїдзумі       | Такао Кобаяші                                          |
| 13857 Stafford                      | 1999 XE109           | 4 грудня 1999     | Каталінський огляд         | Каталінський огляд                                     |
| 13858 Ericchristensen               | 1999 XT110           | 5 грудня 1999     | Каталінський огляд         | Каталінський огляд                                     |
| 13859 Фредтрешр (Fredtreasure)      | 1999 XQ136           | 13 грудня 1999    | Обсерваторія Фаунтін-Гіллс | Чарльз Джулз                                           |
| 13860 Нілі (Neely)                  | 1999 XH143           | 15 грудня 1999    | Обсерваторія Фаунтін-Гіллс | Чарльз Джулз                                           |
| (13861) 1999 XE157                  | 1999 XE157           | 8 грудня 1999     | Сокорро (Нью-Мексико)      | LINEAR                                                 |
| (13862) 1999 XT160                  | 1999 XT160           | 8 грудня 1999     | Сокорро (Нью-Мексико)      | LINEAR                                                 |
| (13863) 1999 XE166                  | 1999 XE166           | 10 грудня 1999    | Сокорро (Нью-Мексико)      | LINEAR                                                 |
| (13864) 1999 XU166                  | 1999 XU166           | 10 грудня 1999    | Сокорро (Нью-Мексико)      | LINEAR                                                 |
| (13865) 1999 XA170                  | 1999 XA170           | 10 грудня 1999    | Сокорро (Нью-Мексико)      | LINEAR                                                 |
| (13866) 1999 XS174                  | 1999 XS174           | 10 грудня 1999    | Сокорро (Нью-Мексико)      | LINEAR                                                 |
| (13867) 1999 XR182                  | 1999 XR182           | 12 грудня 1999    | Сокорро (Нью-Мексико)      | LINEAR                                                 |
| 13868 Каталонія (Catalonia)         | 1999 YZ8             | 29 грудня 1999    | Обсерваторія П'єра         | Хоан Ґарро                                             |
| 13869 Фруґе (Fruge)                 | 2000 AR194           | 8 січня 2000      | Сокорро (Нью-Мексико)      | LINEAR                                                 |
| (13870) 2158 P-L                    | 2158 P-L             | 24 вересня 1960   | Паломарська обсерваторія   | К. Й. ван Гаутен, І. ван Гаутен-Ґроневельд, Т. Герельс |
| (13871) 2635 P-L                    | 2635 P-L             | 24 вересня 1960   | Паломарська обсерваторія   | К. Й. ван Гаутен, І. ван Гаутен-Ґроневельд, Т. Герельс |
| (13872) 2649 P-L                    | 2649 P-L             | 24 вересня 1960   | Паломарська обсерваторія   | К. Й. ван Гаутен, І. ван Гаутен-Ґроневельд, Т. Герельс |
| (13873) 2657 P-L                    | 2657 P-L             | 24 вересня 1960   | Паломарська обсерваторія   | К. Й. ван Гаутен, І. ван Гаутен-Ґроневельд, Т. Герельс |
| (13874) 3013 P-L                    | 3013 P-L             | 24 вересня 1960   | Паломарська обсерваторія   | К. Й. ван Гаутен, І. ван Гаутен-Ґроневельд, Т. Герельс |
| (13875) 4525 P-L                    | 4525 P-L             | 24 вересня 1960   | Паломарська обсерваторія   | К. Й. ван Гаутен, І. ван Гаутен-Ґроневельд, Т. Герельс |
| (13876) 4625 P-L                    | 4625 P-L             | 24 вересня 1960   | Паломарська обсерваторія   | К. Й. ван Гаутен, І. ван Гаутен-Ґроневельд, Т. Герельс |
| (13877) 6063 P-L                    | 6063 P-L             | 24 вересня 1960   | Паломарська обсерваторія   | К. Й. ван Гаутен, І. ван Гаутен-Ґроневельд, Т. Герельс |
| (13878) 6106 P-L                    | 6106 P-L             | 24 вересня 1960   | Паломарська обсерваторія   | К. Й. ван Гаутен, І. ван Гаутен-Ґроневельд, Т. Герельс |
| (13879) 6328 P-L                    | 6328 P-L             | 24 вересня 1960   | Паломарська обсерваторія   | К. Й. ван Гаутен, І. ван Гаутен-Ґроневельд, Т. Герельс |
| 13880 Wayneclark                    | 6607 P-L             | 24 вересня 1960   | Паломарська обсерваторія   | К. Й. ван Гаутен, І. ван Гаутен-Ґроневельд, Т. Герельс |
| (13881) 6625 P-L                    | 6625 P-L             | 24 вересня 1960   | Паломарська обсерваторія   | К. Й. ван Гаутен, І. ван Гаутен-Ґроневельд, Т. Герельс |
| (13882) 6637 P-L                    | 6637 P-L             | 24 вересня 1960   | Паломарська обсерваторія   | К. Й. ван Гаутен, І. ван Гаутен-Ґроневельд, Т. Герельс |
| (13883) 7066 P-L                    | 7066 P-L             | 17 жовтня 1960    | Паломарська обсерваторія   | К. Й. ван Гаутен, І. ван Гаутен-Ґроневельд, Т. Герельс |
| (13884) 1064 T-1                    | 1064 T-1             | 25 березня 1971   | Паломарська обсерваторія   | К. Й. ван Гаутен, І. ван Гаутен-Ґроневельд, Т. Герельс |
| (13885) 2104 T-1                    | 2104 T-1             | 25 березня 1971   | Паломарська обсерваторія   | К. Й. ван Гаутен, І. ван Гаутен-Ґроневельд, Т. Герельс |
| (13886) 2312 T-1                    | 2312 T-1             | 25 березня 1971   | Паломарська обсерваторія   | К. Й. ван Гаутен, І. ван Гаутен-Ґроневельд, Т. Герельс |
| (13887) 3041 T-1                    | 3041 T-1             | 26 березня 1971   | Паломарська обсерваторія   | К. Й. ван Гаутен, І. ван Гаутен-Ґроневельд, Т. Герельс |
| (13888) 3290 T-1                    | 3290 T-1             | 26 березня 1971   | Паломарська обсерваторія   | К. Й. ван Гаутен, І. ван Гаутен-Ґроневельд, Т. Герельс |
| (13889) 4206 T-1                    | 4206 T-1             | 26 березня 1971   | Паломарська обсерваторія   | К. Й. ван Гаутен, І. ван Гаутен-Ґроневельд, Т. Герельс |
| (13890) 1186 T-2                    | 1186 T-2             | 29 вересня 1973   | Паломарська обсерваторія   | К. Й. ван Гаутен, І. ван Гаутен-Ґроневельд, Т. Герельс |
| (13891) 1237 T-2                    | 1237 T-2             | 29 вересня 1973   | Паломарська обсерваторія   | К. Й. ван Гаутен, І. ван Гаутен-Ґроневельд, Т. Герельс |
| (13892) 1266 T-2                    | 1266 T-2             | 29 вересня 1973   | Паломарська обсерваторія   | К. Й. ван Гаутен, І. ван Гаутен-Ґроневельд, Т. Герельс |
| (13893) 1296 T-2                    | 1296 T-2             | 29 вересня 1973   | Паломарська обсерваторія   | К. Й. ван Гаутен, І. ван Гаутен-Ґроневельд, Т. Герельс |
| (13894) 2039 T-2                    | 2039 T-2             | 29 вересня 1973   | Паломарська обсерваторія   | К. Й. ван Гаутен, І. ван Гаутен-Ґроневельд, Т. Герельс |
| (13895) 2168 T-2                    | 2168 T-2             | 29 вересня 1973   | Паломарська обсерваторія   | К. Й. ван Гаутен, І. ван Гаутен-Ґроневельд, Т. Герельс |
| (13896) 3310 T-2                    | 3310 T-2             | 30 вересня 1973   | Паломарська обсерваторія   | К. Й. ван Гаутен, І. ван Гаутен-Ґроневельд, Т. Герельс |
| 13897 Везувій (Vesuvius)            | 4216 T-2             | 29 вересня 1973   | Паломарська обсерваторія   | К. Й. ван Гаутен, І. ван Гаутен-Ґроневельд, Т. Герельс |
| (13898) 4834 T-2                    | 4834 T-2             | 25 вересня 1973   | Паломарська обсерваторія   | К. Й. ван Гаутен, І. ван Гаутен-Ґроневельд, Т. Герельс |
| (13899) 5036 T-2                    | 5036 T-2             | 25 вересня 1973   | Паломарська обсерваторія   | К. Й. ван Гаутен, І. ван Гаутен-Ґроневельд, Т. Герельс |
| (13900) 5211 T-2                    | 5211 T-2             | 25 вересня 1973   | Паломарська обсерваторія   | К. Й. ван Гаутен, І. ван Гаутен-Ґроневельд, Т. Герельс |

| ← Астероїди 10001—20000 → |             |             |             |             |             |             |             |             |             |
| 10001—10100               | 11001—11100 | 12001—12100 | 13001—13100 | 14001—14100 | 15001—15100 | 16001—16100 | 17001—17100 | 18001—18100 | 19001—19100 |
| 10101—10200               | 11101—11200 | 12101—12200 | 13101—13200 | 14101—14200 | 15101—15200 | 16101—16200 | 17101—17200 | 18101—18200 | 19101—19200 |
| 10201—10300               | 11201—11300 | 12201—12300 | 13201—13300 | 14201—14300 | 15201—15300 | 16201—16300 | 17201—17300 | 18201—18300 | 19201—19300 |
| 10301—10400               | 11301—11400 | 12301—12400 | 13301—13400 | 14301—14400 | 15301—15400 | 16301—16400 | 17301—17400 | 18301—18400 | 19301—19400 |
| 10401—10500               | 11401—11500 | 12401—12500 | 13401—13500 | 14401—14500 | 15401—15500 | 16401—16500 | 17401—17500 | 18401—18500 | 19401—19500 |
| 10501—10600               | 11501—11600 | 12501—12600 | 13501—13600 | 14501—14600 | 15501—15600 | 16501—16600 | 17501—17600 | 18501—18600 | 19501—19600 |
| 10601—10700               | 11601—11700 | 12601—12700 | 13601—13700 | 14601—14700 | 15601—15700 | 16601—16700 | 17601—17700 | 18601—18700 | 19601—19700 |
| 10701—10800               | 11701—11800 | 12701—12800 | 13701—13800 | 14701—14800 | 15701—15800 | 16701—16800 | 17701—17800 | 18701—18800 | 19701—19800 |
| 10801—10900               | 11801—11900 | 12801—12900 | 13801—13900 | 14801—14900 | 15801—15900 | 16801—16900 | 17801—17900 | 18801—18900 | 19801—19900 |
| 10901—11000               | 11901—12000 | 12901—13000 | 13901—14000 | 14901—15000 | 15901—16000 | 16901—17000 | 17901—18000 | 18901—19000 | 19901—20000 |